# Georg Busch
Georg Busch (Zurique, 12 de setembro de 1908 – Zurique, 31 de janeiro de 2000) foi um físico suíço.

## Obras selecionadas
- Elektronenleitung in Nichtmetallen: zusammenfassender Bericht, Birkhäuser, Basel 1950
- com Winkler U.: Bestimmung der charakteristischen Grössen eines Halbleiters aus elektrischen, optischen und magnetischen Messungen, Ergebnisse der exakten Naturwissenschaften, Vol. 29, 1956, p. 145–207
- Unterricht und Forschung am Physikalischen Institut der ETH, Schweizerische Bauzeitung, Vol. 81, 1963, 21, 396
- Anleitung zum physikalischen Praktikum an der E.T.H., 8. Ed., Selbstverlag, Zürich 1966
- Känzig, W.: Georg Busch zum 60. Geburtstag, Helvetica Physica Acta, Bd. 41, 6/7, 1968, p. 657–667
- Winkler, U.: Georg Busch als Lehrer, Helvetica Physica Acta, Vol. 41, 6/7, 1968, p. 1263
- com Schade, H.: Vorlesungen über Festkörperphysik, Lehrbücher und Monographien aus dem Gebiete der exakten Wissenschaften. Physikalische Reihe, Vol. 5, Birkhäuser Basel, 1973
- How I discovered the ferroelectric properties of KH2PO4, in Ferroelectrics, Vol. 71, 1987, pp. 43-47